# Casentino
Casentino je údolí v Itálii ležící na horním toku řeky Arno. Má rozlohu 826 km² a žije v něm přibližně padesát tisíc obyvatel. Patří k provincii Arezzo v regionu Toskánsko. Nachází se zde dvanáct obcí, nejvýznamnějšími sídly jsou Bibbiena, Poppi a Subbiano.
Údolí obklopují Severní Apeniny s horami Monte Falco a Monte Falterona. Od údolí Valdarno je odděluje hřeben Pratomagno. Převládá zde oceánické podnebí. Na území Casentina zasahuje Národní park Foreste Casentinesi, Monte Falterona, Campigna s bukovými a jedlovými lesy. Oblast je proslulá agroturistikou, produkuje brambory, houby, jedlé kaštany, ovčí sýry, dušené maso scottiglia, chléb schiacciata nebo anýzové pečivo berlingozzi.
Původními obyvateli byli Etruskové, po nichž se zachovalo mnoho artefaktů v lokalitě zvané Jezero idolů. Ve středověku patřilo údolí rodu Guidi, v patnáctém století je ovládla Florencie. Nachází se zde klášter La Verna, kde pobýval František z Assisi, Eremo di Camaldoli spojené se svatým Romualdem nebo románský chrám Pieve di San Pietro a Romena. V roce 1289 se konala bitva u Campaldina, která patřila k nejvýznamnějším střetům ve válkách guelfů a ghibellinů. Pobýval zde Dante Alighieri, který horskou krajinu oslavil v Božské komedii. Významnými památkami jsou hrady v Poppi, Porcianu a Romeně.